# Yankton (Oregon)
Yankton (korábban Yankeetown majd Maineville) az Amerikai Egyesült Államok északnyugati részén, Oregon állam Columbia megyéjében, a Milton-patak mentén elhelyezkedő önkormányzat nélküli település.
A helység a St. Helens-i Tankerület lefedettségi területén fekszik.

## Története
A települést három család alapította. Mai nevét a posta 1894-es megnyitásakor vette fel. Az iskola 1887-ben, a baptista templom pedig 1893. augusztus 12-én nyílt meg.

## Fordítás
- Ez a szócikk részben vagy egészben  a   Yankton, Oregon című angol Wikipédia-szócikk ezen változatának fordításán alapul.  Az eredeti cikk szerkesztőit annak laptörténete sorolja fel. Ez a jelzés csupán a megfogalmazás eredetét és a szerzői jogokat jelzi, nem szolgál a cikkben szereplő információk forrásmegjelöléseként.